# Hans-Ulrich Schmied
Hans-Ulrich Schmied (n. 23 februarie 1947, Meißen, Saxonia, Germania) este un canotor ce a reprezentat Republica Democrată Germană, medaliat olimpic. A participat la 3 ediții ale Jocurilor Olimpice (1968, 1972, 1976) în care a câștigat două medalii de bronz.